# Museo di Erding
Il Museo di Erding è un museo di storia locale a Erding, sponsorizzato dalla città stessa.

## Storia
Il mastro calzolaio di Erding Anton Bachmair fondò il museo nel 1856. Egli gettò le basi per la collezione con uniformi, armi e altri oggetti dei musicisti. Con oltre 160 anni di storia delle collezioni, è uno dei più antichi musei civici della Baviera. Nei decenni successivi venne ospitato in vari locali: nel vecchio municipio, nella Schrannenhalle e nel nuovo municipio. Durante la seconda guerra mondiale fu esternalizzato per oltre 10 anni.
Dal 1986 ha sede nell'ex Antoniusheim, una casa risalente alla fine del XVII secolo, che dal 1855 fungeva da "Kinderbewahranstalt" (istituto di assistenza all'infanzia) e in seguito fino al 1972 da scuola materna.
Nel 2010 è stato aggiunto il nuovo edificio color oro, dalle forme squadrate.

## I pezzi esposti

Vedute di Erding prima del 1900.

La collezione comprende circa 60.000 oggetti, tra cui il Tesoro di Oberding.
Il vecchio edificio del museo presenta la preistoria e la storia antica, nonché lo sviluppo della città fin dalle sue origini. Il nuovo edificio è dedicato a due importanti mestieri di Erding: i fonditori di campane e i carpentieri.
L'ampliamento moderno del 2010, con i suoi pannelli dorati scintillanti, si incastona nello storico edificio antico. All'ingresso, i visitatori vengono accolti da una parete di immagini che presenta un panorama della vita quotidiana di Erding e si estende per tutto l'atrio fino all'interno del museo: 100 metri quadrati di parete di immagini creano un quadro generale sfaccettato di persone, case ed eventi a partire dal 1960. Le circa 1.800 foto fanno parte del concetto generale del "Museo vivente", evidente in tutte le sezioni espositive: oltre ai moduli installati in modo permanente, ogni tema ha una propria area modificabile che viene utilizzata per mostre speciali o attività specifiche.